# Jorge Heraud Pérez
Jorge Arturo Heraud Pérez (Lima, 24 de octubre de 1939) es un científico peruano, docente y director del Instituto de Radioastronomía de la Pontificia Universidad Católica del Perú. Se desempeña también como divulgador y promotor de la Ciencia y la Tecnología en el Perú.

## Estudios
Era el hermano mayor del poeta Javier Heraud. En el año 1957 inició sus estudios de Ingeniería Mecánica-Eléctrica en la Universidad Nacional de Ingeniería (UNI), en Lima. Una vez finalizados, en 1962, viajó a la Universidad de Colorado a tomar cursos de posgrado en Radiopropagación. Posteriormente, en 1964, fue admitido en la Universidad Stanford para realizar un Master of Sciences (M.Sc.) en Radiociencia. Una vez culminado, en 1966, empezó, en la misma universidad, sus estudios de doctorado, obteniendo en 1970 el título de doctor en Radiociencia (Ph.D.).

## Desarrollo profesional
En 1960 empezó sus prácticas pre-profesionales en el Radio Observatorio de Jicamarca del Instituto Geofísico del Perú. En 1962 fue contratado en el mismo lugar como investigador y fue parte del equipo de construcción de la antena de 20000 dipolos en fase, la más grande del mundo.
Hacia 1964, como estudiante de posgrado, fue contratado como Asistente de Investigación en el "Stanford Electronics Laboratories", y en 1966 trabajó en el Radio Observatorio de Stanford con el radiotelescopio de 46 metros de diámetro, "The Dish", participando en proyectos con radioastrónomos y científicos del lugar. Hasta 1970 fue Asistente de Investigación en el "Center for Radar Astronomy" y en el "Stanford Radioscience Laboratories" en la Universidad Stanford, donde fue jefe del grupo de diseño del Proyecto ASCEND (satélites). En este periodo también realizó estudios de la ionósfera y la magnetopausa en rango Doppler, y trabajos con radares bi-estáticos. Paralelamente, se desempeñó como asistente de enseñanza en la Universidad de Stanford durante este periodo.
En 1970 retornó al Perú a trabajar como investigador principal en el Radio Observatorio de Jicamarca, junto al Dr. Ronald Woodman y Alberto Giesecke. Realizó investigaciones sobre el Electrochorro Ecuatorial para fines de mejoras en telecomunicación. En 1972 fue designado jefe del Centro de Cómputo del Observatorio.
En 1975, Jorge Heraud funda DIGITA S.A. (Lima, Perú), la que realizaba labores como investigación en el área de series aleatorias y teoría matemática para su aplicación en productos de seguridad en las comunicaciones; investigación y desarrollo en el área de Inteligencia Artificial; e investigación en Redes Neuronales de organización multidimensional con capacidad de aprendizaje heurístico.
En los años 80 fue consultor para la "Junta del Acuerdo de Cartagena" sobre la industria electrónica en el Pacto Andino, asesor técnico de Idetel S.A. para la compañía peruana de teléfonos, asesor de COSAPI-DATA sobre telemática y asesor de la presidencia del Instituto Peruano de Energía Nuclear. A la par, fue miembro del Radio Club Peruano, donde lideró el diseño y construcción una antena parabólica para comunicaciones y experimentos por rebote lunar.
En la década de los 90 fue solicitado como experto internacional contratado por la Organización de Estados Americanos(OEA) para conformar el grupo de evaluación final del Proyecto Multinacional de Microelectrónica e Informática. En el año 1992 fue contratado como profesor principal nombrado en la Pontificia Universidad Católica del Perú, aunque se desempeñó, paralelamente, como profesor principal de la Universidad Nacional de Ingeniería hasta 1996.
A inicios de la primera década del 2000 fue presidente del comité de gestión para el Proyecto del Museo Interactivo de Ciencia y Tecnología en Lima, y consultor del Banco Interamericano de Desarrollo para el programa de Ciencia y Tecnología en el Perú.
Actualmente es director del Instituto de Radioastronomía - INRAS PUCP, en donde se encuentra a cargo de varios proyectos entre los que destaca el lanzamiento de los dos primeros satélites peruanos: el PUCP-SAT 1 y el Pocket PUCP. Asimismo, viene realizando investigaciones en física de la tierra sólida con avances en cuanto al entendimiento de los fenómenos previos a un sismo, adjudicándosele al proyecto "Perú-Magneto" la primera alerta temprana de sismos del mundo, realizada en el año 2010. Paralelamente, trabaja en la construcción de un observatorio de radioastronomía en el campus de la Pontificia Universidad Católica del Perú, donde lidera la construcción de un radiotelescopio de 20 metros de diámetro, uno de 8 metros y otros dos radiotelescopios menores de 2 y 3 metros, todo esto en a fin de realizar las pruebas observacionales de los trabajos teóricos en astrofísica que se vienen realizando en el Instituto.
En su haber hay más de 30 publicaciones presentadas en revistas indexadas, libros, anuales de conferencias, congresos y pósteres científicos.

## Premios y distinciones
Entre los premios que ha recibido el Dr. Heraud se encuentran el "NASA Graduate Studies Fellowship" (1966), "Eisenhower International Fellowship" (1981), el premio CONCYTEC en "Reconocimiento a su Significativa Contribución al Desarrollo de La Ciencia y Tecnología en el País" (1990) y el premio "Reconocimiento y Estímulo CONCYTEC 1996 a la Trayectoria y Contribución Científica y Tecnológica en el Área de Ciencias de la Ingeniería Microelectrónica" (1996); el premio Southern Perú a la "Creatividad Humana en el área de las Ciencias y Medalla Cristóbal de Lozada y Puga a las Ciencias" (1996); el premio "Elektron - IEEE" (2001), y la condecoración "Antorcha de Habich" a egresados distinguidos de la Universidad Nacional de Ingeniería (1996).